# バカビル (カリフォルニア州)
バカビル（Vacaville）は、アメリカ合衆国カリフォルニア州のソラノ郡にある都市。人口は10万2386人（2020年）。サクラメントの南西50キロメートルに位置しており、サンフランシスコ都市圏との中間に位置する。

## 概要
かつて日本人と中国人が多数入植した町であり、近隣のフルーツ農園に従事していたとされる。
昨今では医療系企業の進出が際立っている。全米最大級の保健機構カイザーパーマネンテとノバルティスが拠点を置いている。その他の主な雇用主にAmazon、コストコ、ウォルマートなどがあり、一帯の物流拠点にもなっている。
市内には2つの大型アウトレットモール、バカビル・プレミアム・アウトレットとテーマパーク的要素も持ったナットツリープラザがあり、観光客で賑わっている。
谷間に位置するため気候は非常に暑く、また乾燥する。最低気温でも20℃を下回らず、最高気温は40℃を超えることも珍しくない。

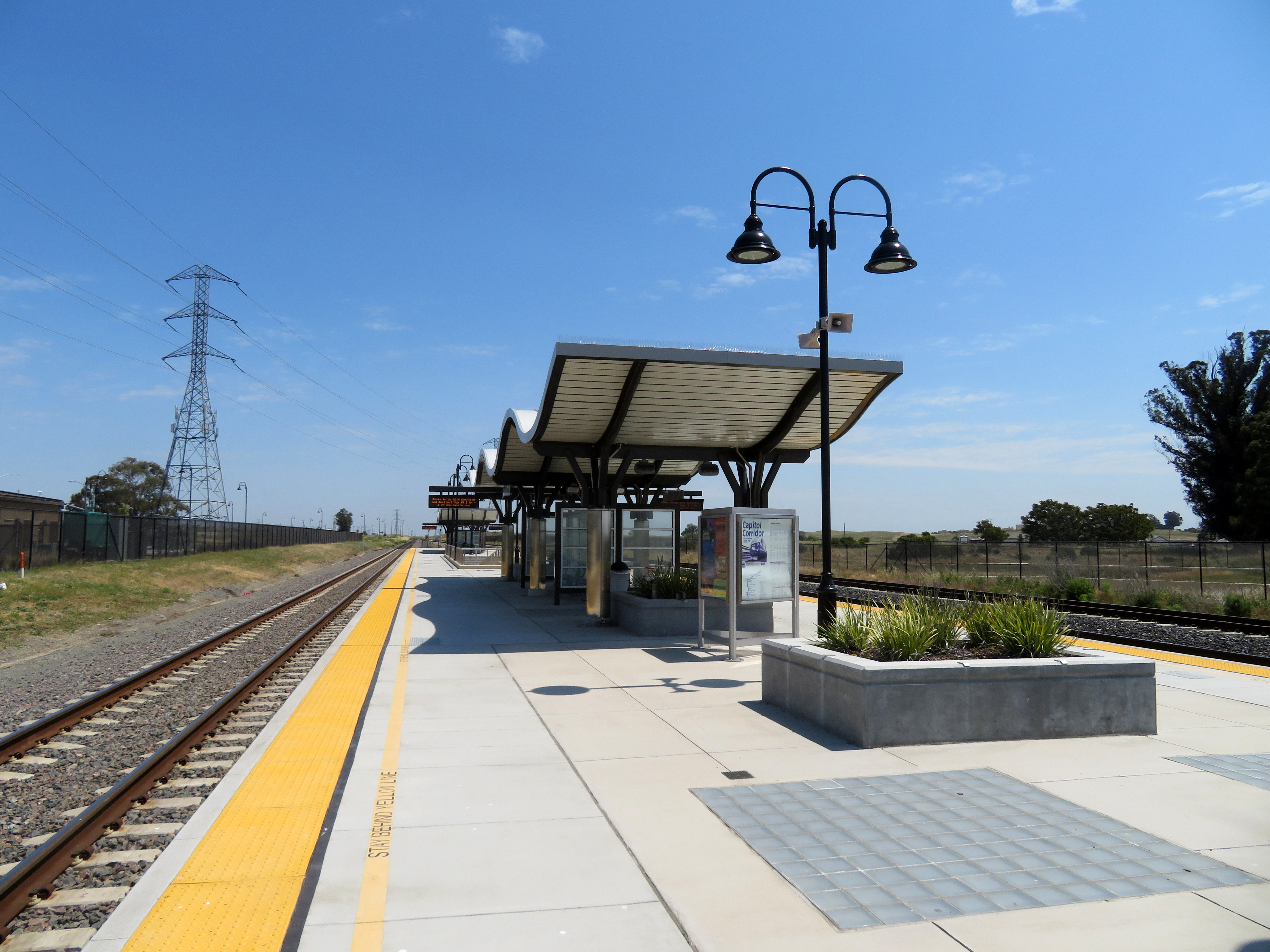
フェアフィールド・バカビル駅